# Jahongir Abdumo'minov
Jahongir Abdumo'minov (Muborak, 9 febbraio 1993) è un calciatore uzbeko, centrocampista svincolato.

## Carriera

### Club
Ha giocato nella massima serie dei campionati uzbeko, tagiko e vietnamita.

### Nazionale
Nel 2012 ha esordito in nazionale.